# Ja'el Grobglas
Ja'el Grobglas (hebrejsky יעל גרובגלס‎; * 31. května 1984 v Paříži, Francie) je izraelská herečka, známá především díky roli Petry Solano a jejího dvojčete Anežky v seriálu Jane the Virgin vysílaného na stanici The CW.
Její první větší role byla ve třech řadách izraelského sci-fi seriálu Ha-E (anglicky The Island, 2007–2009), díky kterému si zajistila popularitu mezi izraelskými dospívajícími diváky. Uznání se jí dostalo díky filmové roli v prvním izraelském hororu Vzteklina (hebrejsky כלבת‎‎, 2010), který se objevil na filmovém festivalu Tribeca Film Festival a na řadě dalších. V letech 2010–2011 ztvárnila řadu hlavních i vedlejších rolí v izraelských televizních pořadech, mimo jiné v sitcomu ha-Šualim (anglicky The Foxes, 2010) a Ramzor (anglicky Traffic Light, hebrejsky רמזור‎). Je známá také díky roli ve videoklipu „Say You Like Me“ od skupiny We the Kings a jako Gabi v populárním izraelském seriálu Tanuhi (anglicky Chill, hebrejsky תנוחי‎). Dne 22. února 2013 bylo oznámeno, že byla obsazena do hlavní role Americy Singer v druhém pilotním dílu seriálu Selekce vysílaného na The CW, který však nebyl vybrán jako televizní pořad. Ve stejném roce byla obsazena do seriálu Království jako Olivia, šlechtična italského původu, která je starou láskou Františka II. Francouzského (ztvárnil Toby Regbo).

## Dětství
Grobglas se narodila v Paříži. Její otec Jean Pierre Grobglas pochází z francouzsko-židovské rodiny a je aškenázského (polsko-židovského) původu. Její matka Eva (Rosner) je křesťanka z Rakouska, která konvertovala k judaismu (gijur). V roce 1986, když byly Grobglas dva roky, rodina emigrovala do Izraele a usadila se v Ra'anana.
Její talent a vášeň pro divadelní umění se projevily již v mládí. Jako teenagerka studovala a vystupovala v profesionálních tanečních a baletních skupinách. Později se po krátkou dobu věnovala modelingu a zúčastnila se řady přehlídek a reklamních kampaní. Nakonec se začala více zajímat o herectví, které také vystudovala v Tel Avivu.

## Kariéra
V roce 2007 získala svou první velkou roli v izraelském sci-fi seriálu Ha-E (anglicky The Island), díky němuž se stala populární mezi izraelskými dospívajícími diváky. Po dvou po sobě jdoucích řadách seriálu se zapsala do hereckého programu v Tel Avivu. V roce 2010 dokončila třetí sérii a během studia byla obsazena do několika reklam.
V roce 2010 se jí dostalo mezinárodního uznání, když si zahrála v prvním izraelském hororu Vzteklina. Hrála také v izraelském sitcomu Ha-Šualim (česky Liška). Hrála také roli Lindy Christie v adaptaci divadelní hry Play It Again, Sam v divadle v Beer Ševě.
V roce 2012 byla obsazena do izraelského komediálně-dramatického seriálu Tanuhi (anglicky Chill).
V roce 2013 si zahrála hlavní roli Americy Singer v pilotním díle seriálu Selekce vysílaného na The CW, který byl popisován jako něco mezi reality show The Bachelor a Hunger Games. Seriál nebyl vybrán jako televizní pořad. Ve stejném roce začala hrát roli Olivie D'Amencourt v seriálu Království vyslaného na The CW.
V roce 2014 byla obsazena do role Petry, jedné z hlavních postav seriálu Jane the Virgin vysílaného na The CW. Když popisovala svou zkušenost s rolí Petry pro New York Times, řekla: „Obvykle jsem obsazována do hloupějších a chlapeckých postav [...] Baví mě hrát někoho tak složitého a zábavného.“ „Je vypočítavá, vynalézavá a manipulativní“, řekla Grobglas. „I přesto, že s jejími rozhodnutími nesouhlasím, musíte ji obdivovat. Bylo skvělé hrát tak rošťáckou postavu, protože je mi nepodobná.“ V lednu 2015 časopis Time uvedl, že „Grobglas [...] udělala z Petry jednoho z nejzábavnějších padouchů v televizi. Fanoušci jí radí nenávidí, ale jak Jane proniká hlouběji do Petřiny minulosti – a ukazuje její světlejší stránky – začínají ji milovat.“ V březnu 2016 jí udělil TVLine čestné uznání za její výkon ve filmu Jane the Virgin, kapitola 36.
V roce 2015 si zahrála spolu s Jon Tumarkinem v izraelském hororu Jeruzalém: Brána do pekel, který byl hrán v angličtině.

## Osobní život
Ja'el Grobglas zmínila, že má velkou vášeň pro jídla a vaření. Osobně je proti konzumaci masa a v roce 2012, předtím, než se přestěhovala do USA, se stala pescetariánkou.
Je vdaná za izraelského podnikatele Artem Kroupeneva.
Dne 22. září 2019 na Instagramu oznámila, že čeká dítě. Dne 17. ledna 2020 oznámila, že se jí narodila holčička Arielle.

## Filmografie
| Rok/y     | Název                     | Role                            | Poznámky                                                |
| --------- | ------------------------- | ------------------------------- | ------------------------------------------------------- |
| 2007      | Ulaj Hapa'am              | Toti                            | anglicky Maybe This Time                                |
| 2007–2009 | Ha-E                      | Ginny                           | anglicky The Island                                     |
| 2010      | Vzteklina                 | Širi                            | hebrejsky כלבת                                          |
| 2010      | ha-Šualim                 | Eli                             | anglicky The Foxes                                      |
| 2011      | Ramzor                    | Nufar Levy                      | TV Seriál, anglicky Traffic Light                       |
| 2011      | Split                     | Noj                             | TV Seriál                                               |
| 2011      | Bnot ha-Zahav             | Lihi                            | anglicky Golden Girls                                   |
| 2011      | Jehefim                   | Jane                            | minisérie, anglicky Barefoot                            |
| 2012      | Tanuhi                    | Gaby                            | anglicky Chill                                          |
| 2013      | Selekce                   | America Singer                  | neúspěšný televizní pilotní díl                         |
| 2013      | Savri Maranan             | Amit                            | 2 epizody                                               |
| 2013–2014 | Království                | Olivia D'Amencourt              | vedlejší role                                           |
| 2014–2019 | Jane the Virgin           | Petra Solano/Natalia Dvořáčková | 98 epizod                                               |
| 2014–2019 | Jane the Virgin           | Anežka Archuletta               |                                                         |
| 2015      | Jeruzalém: Brána do pekel | Rachel Klein                    | film, hlavní role                                       |
| 2015      | ha-Pijamot                | Amit                            | anglicky The Pajamas, TV Seriál                         |
| 2016      | Grace Note                | Thea                            | krátký film                                             |
| 2016      | Crazy Ex-Girlfriend       | Trina                           | epizoda „When Will Josh and His Friend Leave Me Alone?“ |
| 2017–2018 | Supergirl                 | Gajle Marš / Psi                | 2 epizody (3. řada)                                     |
| 2018      | An Interview with God     | Sarah Asher                     | film, hlavní role                                       |
| 2019      | Pekelná kuchyně           |                                 |                                                         |

### Divadlo
| Rok  | Název                 | Role  | Poznámky            |  |
| 2012 | Zahraj to znovu, Same | Linda | Divadlo v Beer Ševě |  |

### Videoklip
| Rok  | Název             | Artist       | Role  | Notes |
| ---- | ----------------- | ------------ | ----- | ----- |
| 2011 | „Say You Like Me“ | We the Kings | Dívka |       |